# Пам'ятники Голої Пристані
Стаття Пам'ятники Голої Пристані призначена для ознайомлення з пам'ятниками, скульптурами та меморіальними дошками районного центру Гола Пристань на Херсонщині.
Переважна більшість пам'ятників та скульптур міста зосереджені на алеї Героїв та міській набережній. До таблиці скульптур не увійшли численні фігури казкових персонажів з дитячого майданчика біля набережної та скульптури левів на пристані.

## Пам'ятники
| Назва | Дата встановлення | Розташування                    | Фото | Короткі відомості |
| Шевченкові Тарасу, пам'ятник |                   | Біля районного будинку культури |      | Автором пам'ятника Тарасові Шевченку, встановленого біля Голопристанського районного будинку культури замість колишньої тиражованої скульптури дівчини з голубом, є Володимир Миколайович Потребенко — уродженець села Збур'ївка, випускник Одеського художнього училища. У створенні пам'ятника також брав участь відомий український скульптор Іван Білокур.                                                              |
| Суворову Олександру, пам'ятник | 26 вересня 2009   | Поблизу міської набережної      |      | Пам'ятник російському полководцю Суворову Олександру Васильовичу який прославився своєю жорстокістю та ненавистю до простих людей,нелюдським відношенням до власних солдат, було встановлено 26 вересня 2009 року, про що сповіщає інформаційна табличка біля пам'ятника. Під постаментом розташована символічна карта з населеними пунктами нижнього Подніпров'я, пов'язаним з російсько-турецькою війною 1787–1792 років. |
| Землякам, що загинули в роки Великої Вітчизняної війни, меморіал                                                                               |                   | На Алеї Героїв                  |      | Біля стели мешканцям Голопристанщини, що загинули в роки німецько-радянської війни, розташований Вічний вогонь. |
| Воїнам-інтернаціоналістам, пам'ятник-БРДМ |                   | На Алеї слави                   |      | Бойова розвідувально-дозорна машина БРДМ-1 встановлена на постаменті як пам'ятник воїнам-інтернаціоналістам. |
| Учасникам ліквідації наслідків аварії на Чорнобильській АЕС та громадянам, які постраждали внаслідок Чорнобильської катастрофи, пам'ятний знак | квітень 2008      | На Алеї Героїв                  |      | Пам'ятний знак чорнобильцям було встановлено у квітні 2008 року до 22-ї річниці аварії на Чорнобильській АЕС. |
| Стрельченку Івану, погруддя | 3 липня 1983      | На Алеї Героїв                  |      | Бронзове погруддя Стрельченку Івану Івановичу — начальнику дільниці шахти «Трудівська», кавалеру Ордену Леніна, двічі Герою Соціалістичної Праці (1978), встановлене 3 липня 1983 року. Скульптор — Іван Макогон, архітектори — Мусій Катернога та Я. Ф Ковбаса. Висота пам'ятника — 4,3 м. |
| Бразі Марку, погруддя | 1961              | На Алеї Героїв                  |      | Пам'ятник Бразі Марку Андроновичу — комбайнеру колгоспу «Росія» Голопристанського району, двічі, штучно створеному радянськими пропагандистами Герою Соціалістичної Праці, кавалеру шести Орденів Леніна. Автори бронзового погруддя — київський скульптор Андрій Шапран та архітектор Сергій Кілессо. Висота пам'ятника — 4,2 м. Матеріал погруддя — бронза.                                                               |
| Миколі Чудотворцю, пам'ятник | 4 липня 2008      | На міській набережній           |      | На капличці з пам'ятником святителю Миколаю розташований напис: \| Святителю и Чудотворцу Николаю от живущих во святем Граде сем Дня 4 месяца 7 року божьем 2008. \| |
| Пам'яті жертв та постраждалих від Голодомору 1932-1933 років в Україні, пам'ятний хрест                                                        |                   | Біля Свято-Духівської церкви    |      | Дерев'яний пам'ятний хрест жертвам та постраждалим від Голодомору 1932-1933 років встановлено біля Свято-Духівської Церкви по вул. Першого Травня. Під хрестом розташована невелика гранітна плита. |
| Морякам Дунайської воєнної флотилії, пам'ятний знак                                                                                            |                   | На Алеї Героїв                  |      | Пам'ятний знак встановлено на місці, де в листопаді 1941 року нацистами були розстріляні 40 моряків Дунайської військової флотилії. |
| Бєдову В. П., Бондаренку та Сидоренку, пам'ятний знак                                                                                          |                   | біля міського будинку культури  |      | Пам'ятний знак встановлено на місці, де 1 березня 1942 року за зв'язок з партизанами були страчені директор школи № 1 В. П. Бєдов, директор бавовняного пункту Бондаренко та директор маслозаводу Сидоренко. |
| Працівникам тилу, пам'ятний знак | 9 травня 2010     | На Алеї Героїв                  |      | Пам'ятний знак працівникам тилу в честь 65-річчя Перемоги в німецько-радянській війні було встановлено на алеї Героїв 9 травня 2010 року. |
| Козаку з люлькою, пам'ятник |                   | На міській набережній           |      | Пам'ятник козаку, що сидить на стільці і тримає в руці люльку. |
| Пам’тник невідомими чоловікам, пам'ятник |                   | На міській набережній           |      | Через своєрідне мистецьке вирішення пам'ятника він неодноразово викликав нарікання з боку журналістів та глузування інтернет-користувачів, зокрема, російських блогерів. |
| Пам'ятник-вітрильник |                   | На міському пляжі               |      | Символічний дерев'яний вітрильник без вітрил встановлений на постаменті на міському пляжі Голої Пристані. |
| Мусі, пам'ятник |                   | На міській набережній           |      | На невеликому постаменті мініатюрного металевого пам'ятника мусі з квіткою міститься напис «Одесса» (рос.). |
| Святителю и Чудотворцу Николаю от живущих во святем Граде сем Дня 4 месяца 7 року божьем 2008.                                                 |                   |                                 |      | |

## Скульптури
| Назва                                                                                               | Дата встановлення | Розташування          | Фото | Короткі відомості |
| Матері з дитиною, скульптура                                                                        |                   | На алеї Героїв        |      | Скульптура жінки, що тримає на руках дитину. |
| Селянки, скульптура                                                                                 |                   | На алеї Героїв        |      | Скульптура селянки, яка тримає в руках сніп пшениці та грона винограду. |
| Робітника, скульптура                                                                               |                   | На алеї Героїв        |      | Скульптура робітника, що тримає в руці гайковий ключ, а на голові — окуляри для зварювання. |
| «Кавун», скульптура                                                                                 | 2008              | На міській набережній |      | Скульптура, виконана з бетону у формі розрізаного кавуна зі скибкою, була відкрита в 2008 році під час 6-го фестивалю «Український кавун — солодке диво». Висота скульптури — 1,75 м; ширина — 1,2 м. |
| «Жаба», скульптура                                                                                  |                   | На міській набережній |      | На постаменті під скульптурою Жаби розташований напис: \| Якби нас Жаба не давила І щоб була у нас ще сила Якби ще мудрості додати Яку б могли країну мати!.. \|                                      |
| «Нептун та русалки», скульптурна композиція                                                         |                   | На міській набережній |      | Скульптурна композиція зображує Нептуна з тризубцем та двох русалок, що сидять поруч. На постаменті розташований напис «Гола Пристань» та емблема фестивалю «Купальські зорі».                        |
| «Чумак з волами», скульптурна композиція                                                            |                   | На міській набережній |      | Скульптурна композиція зображує чумака, що сидить з мішками солі на возі, запряженому двома волами.                                                                                                   |
| Якби нас Жаба не давила І щоб була у нас ще сила Якби ще мудрості додати Яку б могли країну мати!.. |                   |                       |      | |

## Меморіальні дошки
| Назва                                            | Дата встановлення | Розташування                                     | Фото | Короткі відомості |
| «Слава героям війни 1941–1945», дошка пошани     |                   | На Алеї Героїв                                   |      | На стенді розташовані меморіальні дошки Героям Радянського Союзу та кавалерам Ордена Слави, пов'язаним з Голопристанщиною. |
| «Слава героям праці», дошка пошани               |                   | На Алеї Героїв                                   |      | На стенді встановлені меморіальні дошки Героям Соціалістичної Праці та кавалерам Ордена Трудової Слави, пов'язаним з Голопристанщиною. |
| «Гордість Голої Пристані», дошка пошани          |                   | На Алеї Героїв                                   |      | На стенді розміщені меморіальні дошки заслуженим працівникам УРСР та незалежної України, пов'язаним з Голопристанщиною. |
| Покришеву Петру                                  |                   | На фасаді міської ради                           |      | Пам'ятна дошка встановлена на фасаді школи, де навчався Покришев Петро Опанасович — генерал-майор авіації, двічі Герой Радянського Союзу. |
| Ларіонову Володимиру                             |                   | На фасаді ЗОШ I–III ступенів № 3                 |      | Пам'ятна дошка Ларіонову Володимиру Олексійовичу (1951–1971), кавалеру Ордена Червоної Зірки (посмертно). |
| На честь відкриття першої в Україні радіостанції |                   | На фасаді ЗОШ I–III ступенів № 4                 |      | Меморіальна дошка на будівлі сповіщає, що в 1902 році в Голій Пристані за ініціативи винахідника радіо Олександра Попова було обладнано першу в Україні радіостанцію. З приміщення сучасної Голопристанської міської ради вперше було здійснено бездротовий зв'язок Херсона з Голою Пристанню. |
| На честь діяльності школи каботажного плавання   | 2002              | На фасаді центральної дитячої міської бібліотеки |      | Меморіальна дошка сповіщає, що в приміщенні сучасної центральної дитячої бібліотеки з 1875 по 1923 роки діяла Голопристанська морехідна школа з підготовки спеціалістів, штурманів та шкіперів каботажного плавання.                                                                           |

## Колишні пам'ятники
| Назва                        | Дата встановлення | Розташування               | Фото | Короткі відомості |
| Леніну Володимиру, пам'ятник | 19 квітня 1979    | Поблизу міської набережної |      | Бронзовий пам'ятник Володимиру Леніну біля набережної встановлено 19 квітня 1979 року. Скульптор — Л. А. Родіонов. Висота пам'ятника — 10,75 м. Монумент демонтовано 24 лютого 2014 року за рішенням влади з ініціативи місцевих мешканців. |